# Mijo Tokić
Mijo Tokić (Kongora, Tomislavgrad, 14. veljače 1951.) je hrvatski i bosanskohercegovački pjesnik.

## Djela
- Knjiga nemira (pjesme, 1990.)
- Drago kamenje (2000.)
- Oteto sunce (2006.)

## Vanjske poveznice
- Oteto sunce[neaktivna poveznica]